# Păuleni-Ciuc
Păuleni-Ciuc es una comuna ubicada en el distrito de Harghita, Rumania.

## Superficie
Cuenta con una superficie de 47,23 kilómetros cuadrados.

## Demografía
Hasta 2021 la población era de 2057 habitantes, con una densidad de población de 43,55 habitantes por kilómetro cuadrado.